# Фридрихсталь (Тюрингия)
Фридрихсталь (нем. Friedrichsthal) — община в Германии, в земле Тюрингия.
Входит в состав района Нордхаузен. Население составляет 231 человек (на 31 декабря 2010 года). Занимает площадь 12,42 км².